# Estilo portugués suave
Se conoce como Estilo Portugués Suave (en portugués, Estilo Português Suave) al estilo arquitectónico utilizado en edificios públicos y privados portugueses, esencialmente durante las décadas de 1940 y 1950. Este estilo arquitectónico es también conocido como Estilo Nacionalista, Estilo Tradicionalista o Estilo Estado Novo, aunque esta última denominación no es del todo correcta, ya que durante el Estado Novo se aplicaron diversos estilos arquitectónicos en edificios públicos. El nombre "Portugués Suave" fue dado por algunos arquitectos críticos con este estilo, y procede de una popular marca de cigarrillos de la época, que aún hoy se siguen vendiendo.
El Estilo Portugués Suave surgió de una corriente de arquitectos que, ya desde el inicio del siglo XX, buscaba crear una arquitectura "genuinamente portuguesa". Uno de los mentores de esta corriente era el arquitecto Raul Lino, teórico de la casa portuguesa. El resultado fue la creación de un estilo que utilizaba las características modernas de la ingeniería decoradas con una mezcla de elementos estéticos exteriores recogidos de la arquitectura portuguesa de los siglos XVII y XVIII y de las casas tradicionales de varias regiones de Portugal.

## Principales autores

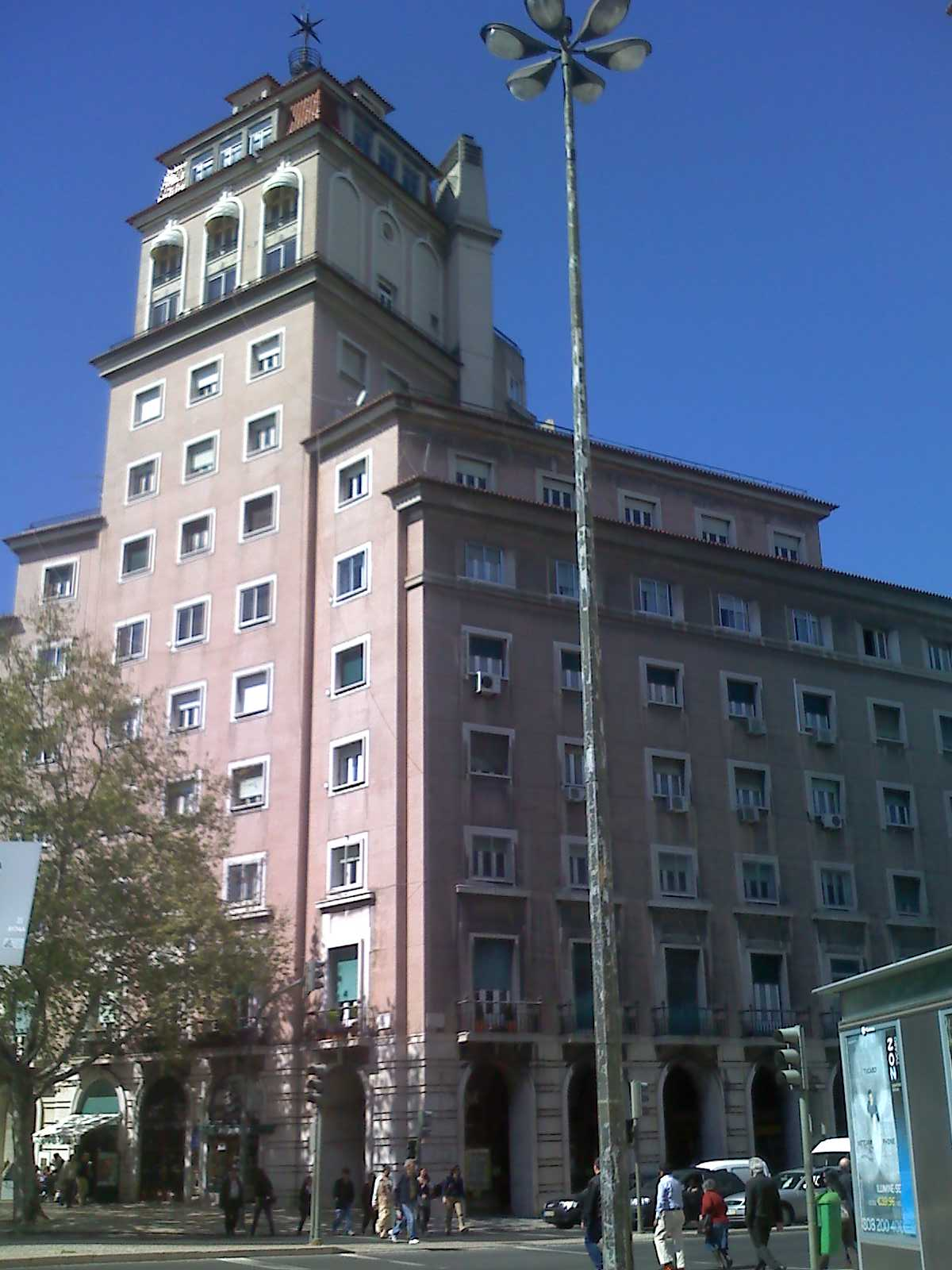
Torre de la Praça do Areeiro, en Lisboa.

- Adelino Nunes
- Carlos Ramos
- Carlos Rebello de Andrade
- Cassiano Branco
- Cottinelli Telmo
- Luís Cristino da Silva
- Guilherme de Rebello Andrade
- João Simões
- Jorge Segurado
- Francisco Keil do Amaral
- Porfírio Pardal Monteiro
- Paulino Montez
- Raul Rodrigues Lima
- Rogério de Azevedo
- Vasco Regaleira
- Veloso Reis Camelo